# Lotec Sirius

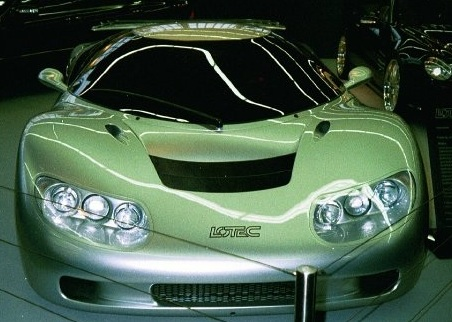
Lotec Sirius

Lotec Sirius är Lotecs mest kända bil, döpt efter hundstjärnan. Lotec tyckte att Sirius var ett passande namn eftersom Sirius är den starkast lysande stjärnan man kan se.
Bilen har 1 000 hästkrafter och 1 100 Nm vid 0,85 bars laddtryck och 1 200 hästkrafter och 1 320 Nm vid 1,2 bars laddtryck. Med dessa prestandasiffror gör Sirius 0–100 km/h på 3,8 sekunder, 0–200 km/h på 7,8 sekunder och har en toppfart på 400 km/h (med en speciell tillvalsutväxling). Sirius har en 6-växlad manuell växellåda och ventilerade Brembo-bromsskivor runt om. Sirius har som standard 19"-fälgar och -däck med bredden 9,5" fram och 13" bak.
Motorn som sitter i Sirius är en 6-liters Mercedes 600 V12 med 48 ventiler och dubbla turboaggregat

## Tekniska data
- Chassi & kaross: Kolfiber kombinerat med rostfri rörram. Karossen är tillverkad av kolfiber, kevlar och glasfiber.
- Motorplacering: Mittmonterad
- Kompression: 8,5 : 1
- Ventiler: 4 per cylinder
- Turbo: 2 st specialanpassade KKK K27
- Intercooler: Dubbla intercoolers
- Smörjning: Torrsump (separat oljetank)
- Fjädring: Självständig fjädring fram och bak med olika längd på över och under A-armar, Coil-overs, tub-stötdämpare, ”anti-rollbars” & elektrisk servostyrning.
- Exteriör och interiör: Fritt val av interiör och finish, instrumentpanel med runda mätare, mittmonterad panel med stereo och display för olika funktioner, luftkonditionering, velourmattor, racingstolar och 3-punktsbälte. Tonat glas är standard. Inredning i läder och skinn finns som tillval.

## Dimensioner och vikt
- Längd: 4 120 mm
- Bredd: 2 080 mm
- Höjd: 1 120 mm
- Markfrigång: 80 mm
- Vikt: ca 1 280 kg

Designer är Kurt Lotterschmid. Lotec har även designat andra supersportbilar:
- Lotec C1000
- Lotec C1000TT (trimmad version av C1000)
- Lotec TT1000 (trimmad Ferrari testarossa, ser ut som en F40)
- Lotec Ambassadeur (snabb lyxbil)